# La Trinité (Savoie)
La Trinité település Franciaországban, Savoie megyében. Lakosainak száma 380 fő (2022. január 1.). La Trinité Betton-Bettonet, Hauteville, Saint-Pierre-de-Soucy, Villard-d’Héry, Villard-Léger és Villard-Sallet községekkel határos.

## Népesség
A település népességének változása:
| Lakosok száma | 331  | 342  | 349  | 345  | 342  | 338  | 352  | 366  | 380  |
|               | 2013 | 2015 | 2016 | 2017 | 2018 | 2019 | 2020 | 2021 | 2022 |